# Dufourea tularensis
Dufourea tularensis är en biart som beskrevs av Timberlake 1941. Dufourea tularensis ingår i släktet solbin, och familjen vägbin. Inga underarter finns listade i Catalogue of Life.